# Schwarzburg-Sondershausen

Schwarzburg-Sondershausen je bila mala kneževina u Njemačkoj, u današnjoj Tiringiji s prijestolnicom u Sondershausenu.
Schwarzburg-Sondershausen je bila grofovija do 1697., kada je postala kneževina, a trajala je do pada njemačke monarhije godine 1918., u vrijeme njemačke revolucije 1918. – 1919. Nakon toga je postala republika.
Godine 1920. se pridružio s drugim malim državama u području kako bi se formirala nova država Thüringen. Schwarzburg-Sondershausen imao površinu od 862 km ² a broj stanovnika 85.000 (1905). Gradovi u državi su bili: Arnstadt, Sondershausen, Gehren, Langewiesen, Großbreitenbach, Ebeleben, Großenehrich, Greußen i Plaue.

### Naselja s više 2000 ljudi
| Naselje         | Inhabitants December 1, 1910 |
| --------------- | ---------------------------- |
| Arnstadt        | 17,841                       |
| Sondershausen   | 7759                         |
| Langewiesen     | 3814                         |
| Greußen         | 3348                         |
| Großbreitenbach | 3255                         |
| Gehren          | 2917                         |
| Geschwenda      | 2291                         |

.